# Angol véreb
Az angol véreb (Bloodhound) az egyik legősibb vadászkutya fajta, amelyet kifejezetten nyomkövetésre tenyésztettek ki. Jellegzetes megjelenése, erőteljes szaglása és kitartása teszi különlegessé. Eredetileg Angliában fejlesztették ki, de később világszerte népszerűvé vált, különösen bűnüldözési és mentési feladatokban való alkalmazásával. Az angol véreb különösen a hosszú füleiről, lógó bőréről és mély, melodikus hangjáról ismert.

## Tanítás
Gyorsan tanul, de a nevelés során néha makacsul viselkedhet.

## Feladata
A fajta remek szaglásáról ismert, a világ rendőrségein sokat használják.
A fajta egy példánya több mint 600 letartóztatással büszkélkedhet.
Akár 250 kilométeren keresztül is képes egy nyomot követni.

## Méretei
Átlagos magassága 61-66 centiméter, súlya 50 kilogramm.

## Megjelenése
Az angol véreb könnyen felismerhető nemes és méltóságteljes arckifejezéséről és a nyaka és feje körüli laza, hosszú és lógó bőrredőkről.

## Külső hivatkozások
- Angol véreb fajtaleírás: a fáradhatatlan nyomkövető, akinek szimata sosem csal
- Bloodhound Information
- Canadian Bloodhound Club
- American Bloodhound Club
- The Bloodhound Club (UK)
- Search Dog Association
- French bloodhound Archiválva 2010. február 16-i dátummal a Wayback Machine-ben
- Lithuanian bloodhound
- American Kennel Club
- Vladivostok Bloodhound Club